# Papà dice messa
Papà dice messa è un film commedia del 1996, scritto, diretto e interpretato da Renato Pozzetto.

## Trama
Don Arturo è parroco in una piccola chiesa alla periferia di Milano quasi sempre semideserta, su cui grava la volontà del Vescovo di trasferirlo sui Monti Lepini. Una sera in chiesa arrivano Francesco, figlio segreto di Don Arturo (avuto prima di diventare sacerdote), e la fidanzata Matilda a chiedere ospitalità per la notte; la mattina dopo Francesco sparisce nel nulla lasciando Matilda, che tra l'altro è incinta, in chiesa da sola.
Don Arturo decide di non abbandonare la ragazza e i due si mettono alla ricerca di Francesco aiutati da Zobeide, una transessuale amica di Matilda, che ha una relazione con un commissario di polizia. Scopriranno che Francesco era invischiato in un giro di malavita capeggiato dal suo patrigno; a sorpresa il ragazzo non solo è scappato dal patrigno, ma è anche entrato in seminario per seguire le orme del padre e sta per prendere i voti.
Don Arturo riesce ad evitare che Francesco venga ucciso dal patrigno, che verrà arrestato. Nel frattempo Matilda partorisce una bambina. Poco dopo il parroco, coadiuvato dal figlio, battezza la nipotina; a quel punto Francesco capisce che il suo posto è accanto a Matilda e abbandona il seminario.

## Produzione
Le riprese del film si sono svolte dal 27 novembre 1995 alla fine di gennaio del 1996. Teocoli accettò di far parte del cast, abbandonando così il programma televisivo Mai dire Gol che in quel periodo godeva di grande successo e che gli aveva dato molta popolarità.
La chiesa di periferia si trova effettivamente a Milano: si tratta della Chiesa di Santa Maria Assunta al Vigentino. Alcune scene sono state girate nell'Abbazia di Morimondo. 
Il film è uscito nelle sale cinematografiche il 13 aprile 1996.